# Milyen
 (mai 2011).
Si vous disposez d'ouvrages ou d'articles de référence ou si vous connaissez des sites web de qualité traitant du thème abordé ici, merci de compléter l'article en donnant les références utiles à sa vérifiabilité et en les liant à la section « Notes et références ».
Le milyen (ou lycien B) est une langue indo-européenne rattachée au groupe des langues anatoliennes. Elle n'est attestée que par deux inscriptions mises au jour en Lycie. Même si, par certains aspects, elle semble plus conservatrice que le lycien (lycien A), il ne s'agit pas d'une forme archaïque de cette dernière. Il convient d'ajouter que lycien, milyen et louvite présentent un certain nombre d'innovations communes qui permettent de parler d'un groupe « louvique » au sein des langues anatoliennes.